# Tibet

Bandera del govern tibetà a l'exili (fou la bandera del Tibet abans del 1950)

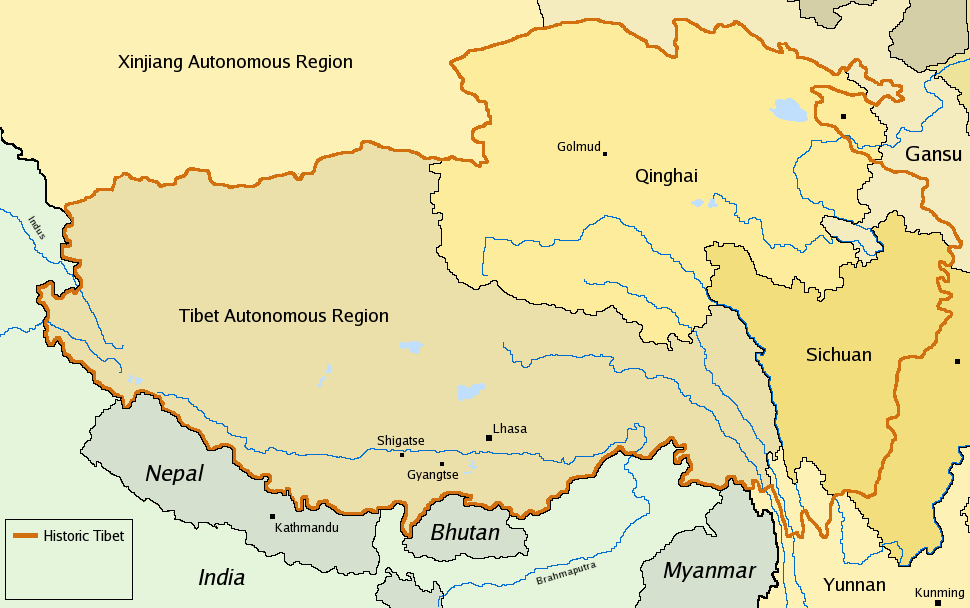
Fronteres històriques del Tibet

El Tibet (en tibetà བོད Bod, pronunciat pö en el dialecte de Lhasa; en xinès
西
藏) és una regió de l'Àsia central que designa quatre entitats geogràfiques superposades:
- En l'aspecte físic, designa l'altiplà situat al nord de l'Himàlaia, de clima semidesèrtic. Aquesta àrea s'anomena «el sostre del món» perquè té una alçada mitjana superior als 3.000 m sobre el nivell del mar.
- També s'anomena Tibet tota la zona poblada pels tibetans. La cultura tibetana es caracteritza per l'ús de la llengua tibetana, costums comuns i diferenciats d'altres pobles d'Àsia, però sobretot per la variant del budisme que s'hi practica anomenat lamaisme. Es pot dividir en Tibet central, Amdo i Khan.
- D'altra banda, representa la regió autònoma de l'actual República Popular de la Xina, amb un estatut administratiu que la diferencia d'altres regions de la Xina. Altres territoris de cultura tibetana són a la regió autònoma de Xinjiang o a les províncies de Sichuan, Gansu i Qinghai de la Xina, i una part molt petita al nord de l'Índia.
- Finalment, també es fa servir per a designar alguns dels antics regnes històrics tibetans.

## Història

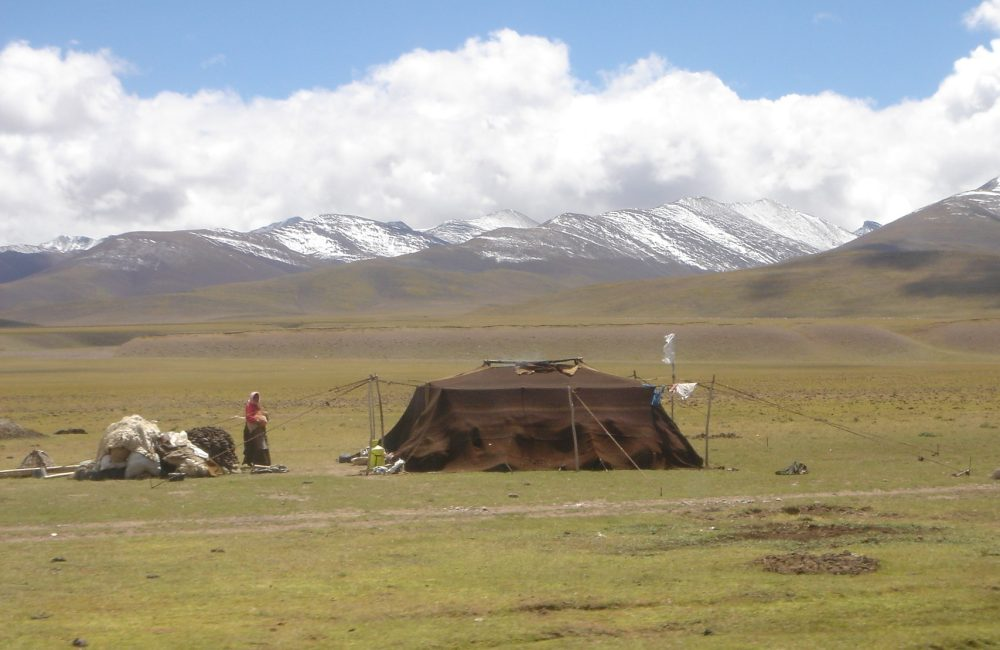
Nòmades prop de Namtso

Segons les restes arqueològiques trobades al Tibet, se suposa que els seus primers habitants hi aparegueren vers l'any 10000 aC. No obstant això, a causa del caràcter nòmada de les tribus tibetanes, entre aquestes els Zhang Zhung, no és fins fa 2.300 anys quan comencen a tenir una clara presència en la història de l'Àsia. És llavors quan apareix el rei Nyakhri Tsampo, que instaura una dinastia militar que s'expandeix per tot l'altiplà tibetà, entre els regnes de la Xina, l'Índia, el Nepal, Bhutan i Birmània.
Aquesta dinastia es va mantenir fins que, 30 reis més tard, el mític Songsten Gampo (segle vii) n'assumí el poder. Amb aquest rei, el Tibet arribà a la màxima expansió: aconseguí tenir 40 milions d'habitants i expandí les seves fronteres fins a entrar a la Xina i prendre la ciutat de Chang'an (actual Xi'an); això era l'any 763. El rei Songsten Gampo es casà amb dues princeses budistes, l'una xinesa i l'altra d'origen indi. Això li permeté conèixer ambdues civilitzacions i també el budisme mahayana. El País de les Neus, fins llavors un estat feudal (format per 17 regions), fou convertit per aquest rei en un estat més pacífic. Envià estudiants a l'Índia, on van aprendre el sànscrit i començaren a traduir a la llengua tibetana la vasta literatura budista. A finals del segle viii, convidaren el mestre Padmasambhava (literalment, 'nascut del lotus'), també conegut al Tibet com a Guru Rinpoché ('mestre preciós') a ensenyar la filosofia budista. És gràcies a aquests dos personatges que s'introduí el budisme al Tibet. Els tibetans consideren que Guru Rinpoché és el segon Buda del nostre temps després de Siddhartha Gautama. L'emperador Trisong Detsen i el mestre Padmasambhava construïren temples com el Jokhang o el Ramoche, ambdós a la nova capital tibetana: Lhasa. També hi van fundar una gran quantitat de monestirs.
L'any 821, el Tibet signa un tractat de pau amb la Xina. El budisme és perseguit durant anys i el rei Yeshe Oe és capturat perquè abandoni les seves creences. Aquest rei estava intentant convèncer el mestre indi Atisha que anés al Tibet. El seu nebot, Jangchub Oe, va enviar-hi traductors i altra gent fins que aconseguiren que Atisha acceptés. Al Tibet, Atisha va escriure Una llum al camí, obra de valor espiritual de la qual deriva una tradició d'ensenyances. Sota la influència d'Atisha (que visqué al Tibet entre el 1042 i 1055), el budisme tornà a ressorgir; s'hi van construir més monestirs i es va concloure la traducció de texts budistes, donant lloc a la producció de texts pròpiament tibetans. Amb aquesta acció política impedí el sorgiment de noves dinasties. Les institucions monàstiques començaren a guanyar poder mentre que les famílies nobles que hi governaven el perdien.
A principis del segle xiii, Genguis Kan conquereix la Xina i el Tibet, que està sota el seu domini fins a mitjan segle XIV (1368). A finals d'aquest segle, el lama Je Tsongkhapa inicià un renaixement espiritual del budisme tibetà i creà l'escola Gelug —coneguda també amb el nom de 'capells grocs'. Je Rinpoché (Tsongkhapa) va començar-hi tradicions festives tan importants en la cultura tibetana com el Monlan Chenmo (Gran Festival de les Pregàries), festa que se celebrà fins al 1960, quan la Xina va restringir les activitats religioses al Tibet.
Al segle xv, la quantitat de militars va disminuir i la de monjos augmentà. Un deixeble del lama Tsongkhapa, Gendun Drupa, comença a liderar la nova escola; en aquella època, s'impartiren noves doctrines, es construïren més monestirs i es van compondre nous texts. Després de la mort de Gendun, un nen fou reconegut com la seva reencarnació. Quan aquest va morir, es va tornar a cercar la seva reencarnació i es va trobar un nen que s'anomenà Sönam Gyatso. L'any 1573, va visitar Mongòlia i l'emperador Alta Khan li atorgà el títol de dalai ('mestre tan extens com l'oceà'). Sönam, en considerar-se que era la tercera reencarnació de Gendun, va passar a ser conegut com el tercer dalai-lama. El Tibet es va situar sota la protecció d'Altan Khan i els Gelug van governar el país.
Al segle xvii, el cinquè dalai-lama (Lobsang Gyatso, el Gran) va ser proclamat rei del Tibet i va fundar els palaus de Ganden i el Potala, a Lhasa. Va desmilitaritzar totalment el país i va aconseguir que l'emperador dels manxús garantís la independència del Tibet.
Tseren Dondup, el germà del kan jungar Tsewang Rabtan, va envair el Kanat de Khoshut el 1717, va destituir Yeshe Gyatso, va matar Lha-bzang Khan i va saquejar Lhasa. L'emperador Kangxi va prendre represàlies el 1718, però la seva expedició militar va ser aniquilada pels jungars a la batalla del riu Salween, no gaire lluny de Lhasa.  Una segona expedició més gran enviada per Kangxi, juntament amb les forces tibetanes sota Polhanas de Tsang i Kangchennas (també escrit Gangchenney), el governador del Tibet occidental, va expulsar els jungars del Tibet el 1720. Van portar Kelzang Gyatso amb ells de Kumbum a Lhasa i el van instal·lar com el 7è Dalai Lama el 1721. Els habitants de Turfan i Pichan van aprofitar la situació per rebel·lar-se sota un cap local, Amin Khoja, i van abandonar la dinastia Qing.

### Història recent

Escut històric del Tibet

El XIII dalai-lama, Thubten Gyatso (1876-1933), va iniciar la modernització del Tibet, però al començament del segle xx, el coronel britànic Younghusband va forçar el govern tibetà a acceptar un tractat comercial amb l'Índia que solament beneficiava els britànics. La Gran Bretanya va enviar tropes al Tibet amb l'excusa d'una creixent influència russa i el Dalai-Lama va fugir a Mongòlia fins al 1911 (vegeu tractat d'amistat i aliança entre el govern de Mongòlia i el Tibet). El 1906, es va establir un tractat bilateral angloxinès pel qual l'Imperi xinès adquiria el reconeixement de la seva sobirania al Tibet a canvi del pagament d'una gran quantitat de diners als britànics, que en van retirar les tropes. Un any després, el 1907, la Gran Bretanya i Rússia van signar un acord de no-ingerència en els assumptes tibetans.
El XIV Dalai-Lama Tenzin Gyatso va néixer el 1935 a Amdo, prop de la Xina, i dos anys més tard fou reconegut com la reencarnació del tretzè Dalai Lama del Tibet. A causa de la invasió xinesa, va haver d'assumir el poder del seu país a setze anys, el 17 de novembre del 1950. La República Popular de la Xina (RPX) havia anunciat que aniria «a alliberar el Tibet dels invasors estrangers i a retornar-lo a la Pàtria» un any abans. Així i tot, només hi havia sis forasters en terra tibetana. Mao Zedong hi va enviar 80.000 soldats i va implantar un programa de millora de les comunicacions, també va construir carreteres i aeroports.
El 10 de març del 1959 hi hagué manifestacions pels carrers de Lhasa. Els tibetans, temorosos de la sort del Dalai-Lama, es van asseure al voltant del Norbulingka, on aquest es trobava. El Dalai-Lama va rebre una invitació a un teatre xinès amb la condició que hi anés sense cap escorta; últimament, tots els dirigents tibetans que hi havien accedit no havien tornat. Tal fou la petició del poble per tal que el Dalai-Lama fugís que, una nit —disfressat de soldat i sense ulleres— va marxar entre la multitud que envoltava el palau de Norbulingka i va caminar per l'Himàlaia amb altres dirigents tibetans fins a arribar a l'Índia. Milers de tibetans van seguir el camí del Dalai-Lama i van exiliar-se a l'Índia, on es van establir. A Dharamsala, al nord de l'estat indi d'Himachal Pradesh, es va fundar el govern tibetà en l'exili.
El 1962 l'Índia va entrar en guerra amb la República Popular de la Xina en desacord a les activitats xineses a la zona tibetana reclamada per l'Índia, però va ser derrotada i des d'aleshores Jawaharlal Nehru realitzà una política de bons veïnats.

## Geografia i ecosistema

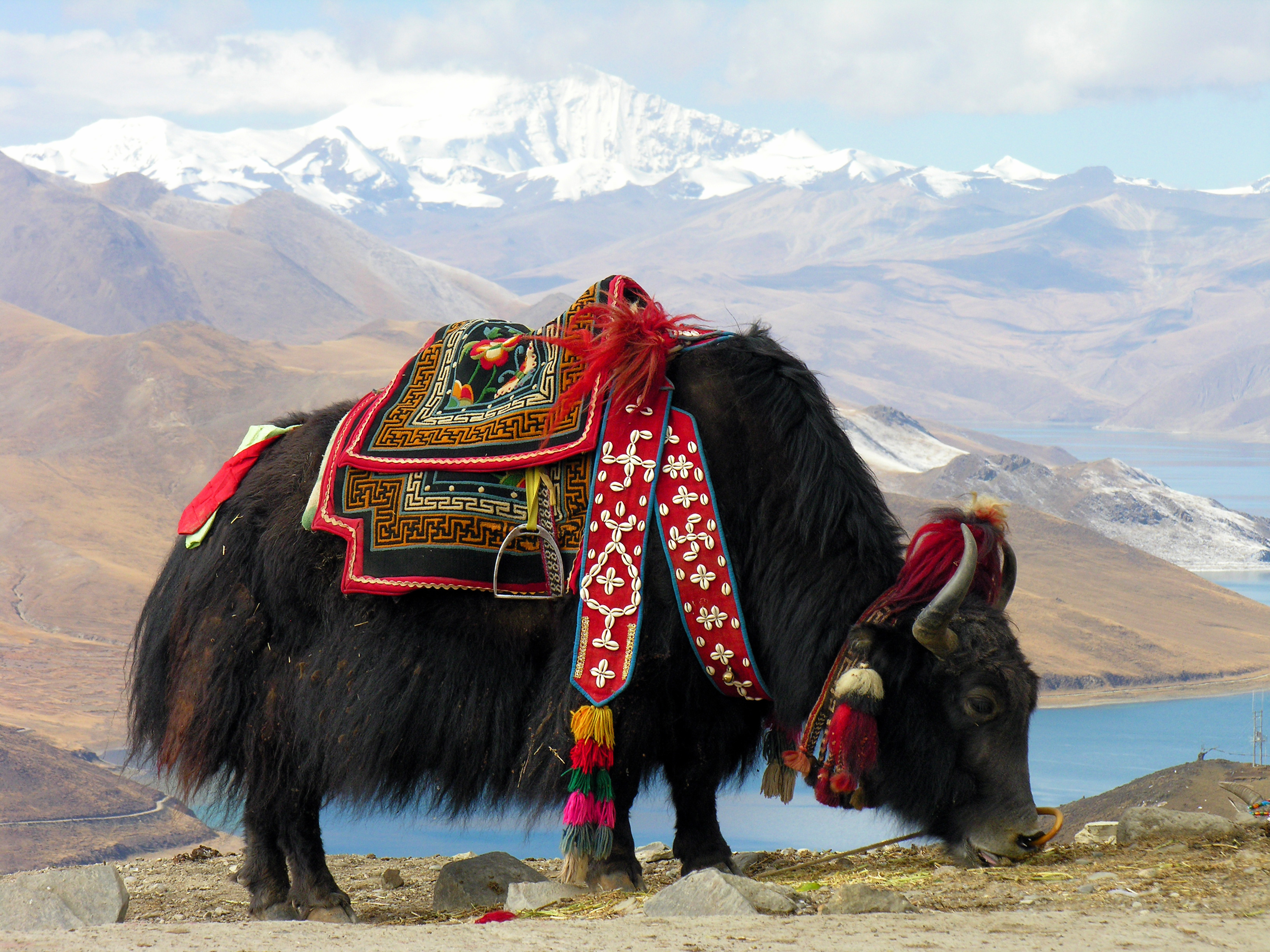
Iac domèstic al costat del llac Yamdrok

El Tibet històric constava de 2,5 milions de quilòmetres quadrats en una mitjana d'altitud de més de 4.000 metres: es tracta de l'altiplà del Tibet. El Tibet es divideix en tres províncies: Amdo (al NE), Kham (la més oriental) i U-Tsang (al sud i l'oest).
Al Tibet, neixen rius com el Brahmaputra (Tsang-po en tibetà) i el Yang Tse (Drichu) o l'Indus (Sengue khabab).
Hi ha molta diversitat d'animals: 40 espècies endèmiques de mamífers, 23 d'ocells, 2 de rèptils. Alguns són el iac (yak), l'antílop tibetà, el panda gegant i el roig o la marmota bobac.
La major part de la flora i fauna tibetana es concentra a les zones de l'est i del sud, més humides.

## Gastronomia
A causa de la gran alçada i les dures condicions ambientals del Tibet, la seva gastronomia tradicional és molt calòrica i rica en proteïnes i greixos. Aquest tipus de dieta és característica en l'alimentació diària dels nòmades tibetans, que es basa en dos aliments molt energètics: la tsampa, que consisteix en farina principalment d'ordi torrada, i el cha (te). El te tibetà (pö cha) és te amb mantega de iac i sal. Altres plats més elaborats són, per exemple, el thug-pa (sopa de verdures, carn i pasta) i els momos, pasta en forma de ravioli, d'una mida més gran que una croqueta, farcida de carn o verdura i fets al vapor; així com els khabse (galetes). Es menja carn de iac, ovella o cabra. També aprofiten la llet per a fer lassi, iogurt batut.

## Llengua

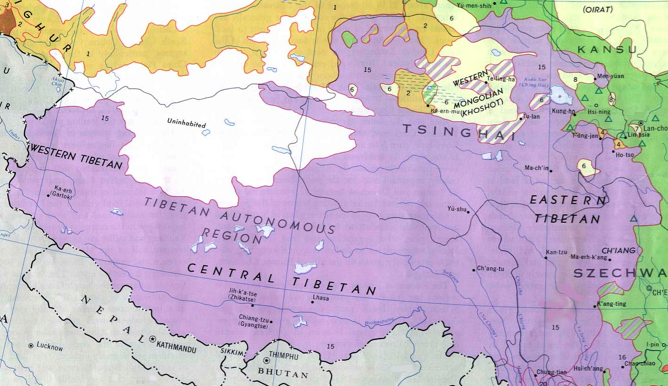
Mapa etnolingüístic del Tibet, 1967

El tibetà pertany al grup de les llengües sinotibetanes (xinès-tibetà). Les paraules acostumen a ser monosil·làbiques, tot i que se'ls afegeix un sufix que normalment denomina la morfologia de la paraula o altres característiques (si és masculina, femenina, plural, verb, etc.). L'alfabet tibetà prové de l'època del rei Songsten Gampo. Aquest rei (que va introduir el budisme al Tibet) va enviar un grup d'erudits a l'Índia per tal que estudiessin els textos budistes i els traduïssin a la llengua tibetana. Així mateix, aquests savis havien d'estudiar detalladament els alfabets indis. Van escollir el brahmi i, modificant-lo, crearen l'alfabet tibetà.

## Les quatre escoles del budisme tibetà
El budisme mahayana entrà al Tibet sota el guiatge de Guru Rimpotxe al segle viii. Abans existia la tradició Bön. El budisme mahayana o Gran Vehicle no es limita a buscar l'alliberament personal, sinó que la seva finalitat és també difondre la saviesa aconseguida i ensenyar el camí a tots els éssers. Aquest vehicle agafa diferents formes segons les cultures: com el zen al Japó i el tantra o vajrayana al Tibet.
Al segle viii, es va establir l'ordre dels Nyingma o 'Antics', que recopila les doctrines de Guru Rinpoché. La seva jerarquia està basada a reconèixer els lames dotats de saviesa.
Al segle ix, hi aparegué la tradició Kagyu ('tradició oral') també coneguda amb el nom de capells rojos. Fou iniciada per Tilopa (988-1089), Naropa (1016-1100), Marpa el Traductor i el seu deixeble Milarepa. Organitzen la seva jerarquia mitjançant les reencarnacions dels mestres savis.
Dos segles després, hi sorgí l'escola Sakya (denominada així pel monestir d'origen) fundada per Konchog Gyalpo. Es regeixen per un sistema de transmissió hereditària. Aquesta família exercí el poder al Tibet als segles xii i xiii.
Al segle xiv, a causa de la reforma espiritual de Lama Tsongkhapa —considerat una emanació del Buda de la Saviesa, Manjushri—, nasqué l'orde dels Gelug ('model de virtut'), anomenats capells grocs. Tenen una estructura jeràrquica universitària, tot i que les reencarnacions hi juguen també un paper important.
Totes les tradicions pretenen acomplir el despertar i pertanyen al budisme mahayana tibetà, per la qual cosa els seus ensenyaments són molt semblants. L'escola Nyingma cerca el que anomena «visió directa»; l'escola Kagyu posa molt d'èmfasi en la pràctica individual, l'escola Sakya és coneguda pels seus rituals i l'escola Gelug dona molta importància a la vida monàstica i als estudis filosòfics.